# Радостув-Дольни
Радостув-Дольни (пол. Radostów Dolny, нім. Nieder Thiemendorf) — село в Польщі, у гміні Любань Любанського повіту Нижньосілезького воєводства.
Населення — 262 особи (2011).
У 1975-1998 роках село належало до Єленьоґурського воєводства.

## Демографія
Демографічна структура станом на 31 березня 2011 року:
|          | Загалом | Допрацездатний вік | Працездатний вік | Постпрацездатний вік |
| -------- | ------- | ------------------ | ---------------- | -------------------- |
| Чоловіки | 131     | 28                 | 99               | 4                    |
| Жінки    | 131     | 35                 | 71               | 25                   |
| Разом    | 262     | 63                 | 170              | 29                   |